# جاك ابيل
جاك ابيل (بالإنجليزية: Jake Abel)‏ هو ممثل أمريكي (من مواليد 18 نوفمبر 1987 في كانتون، أوهايو، الولايات المتحدة). بدأ مسيرته الفنية عام 2005.

## الأعمال

### مسلسلات
- سي إس آي: ميامي
- غريز أناتومي
- سوبرنتشرل
- إي آر (مسلسل)

## روابط خارجية
- جاك ابيل على موقع IMDb (الإنجليزية)
- جاك ابيل على موقع ألو سيني (الفرنسية)
- جاك ابيل على موقع أول موفي (الإنجليزية)
- جاك ابيل على موقع قاعدة بيانات الأفلام السويدية (السويدية)
- جاك ابيل على موقع قاعدة بيانات الفيلم (الإنجليزية)
- جاك ابيل على موقع كينوبويسك (الروسية)